# KVV Looi Sport
Ne pas confondre avec le K. VV THES Sport Tessenderlo, qui est le nom pris par le K. VV Heidebloem Hulst en 1999 et qui reprit les installations du K. VV Looi Sport en 2002.
Dernière mise à jour : 10 février 2011.
Le Koninklijke Voetbal Vereniging Looi Sport Tessenderlo (ou K. VV Looi Sport) fut un club belge de football localisé dans la commune de Tessenderlo dans la Province de Limbourg. Fondé en 1925, ce club porta le matricule 565. Ses couleurs étaient le rouge et le bleu.
Le matricule 565 évolua durant 41 saisons en séries nationales, dont 22 au 3e niveau national.
En faillite, le K. VV Looi Sport arrêta ses activités en 1997.

## Le club
Le club fut fondé en 1925 sous l'appellation VV Looi Sport. Il s'affilia rapidement à l'URBSFA sous la dénomination VV Looi Sport Tessenderlo (pendant longtemps, la Fédération belge souhaita que le nom de la localité figurasse dans le nom du club). L'année suivante, le club se vit attribuer le matricule 565.
Ce fut en 1938 que le matricule 565 accéda pour la première fois aux séries nationales. L'aventure dura cinq saisons avant un retour en séries inférieures au sortir de la Seconde Guerre mondiale.
Reconnu Société Royale en 1951, le K. VV Looi Sport remonta en « nationale » en 1953 et y séjourna six saisons. Le club dut patienter jusqu'en 1966 pour revenir en Promotion. Cette fois le club y resta 30 ans consécutivement et y vécut ses plus belles heures.
Au terme de la saison 1971-1972, Looi remporta le titre et monta en Division 3. Il y resta 13 saisons, terminant le plus souvent au milieu du classement. Son meilleur résultat fut une 4e place en 1981. Quatre ans plus tard, le matricule 565 redescendit d'un étage.
K. VV Looi Sport enleva un nouveau titre en Promotion en 1988 et rejoua quatre ans en D3. Après trois saisons moyennes, mais tranquilles, le club ne put éviter l'avant-dernière place et la relégation en 1992.
Déjà mal en point financièrement, le matricule 565 fit encore illusion lors de la saison 1993-1994 en disputant le « Tour final de Promotion ». Battu d'emblée, par Wezel Sport, il ne fut pas promu. Deux ans plus tard, Looi Sport devait quitter les séries nationales.
Le club ne se remit pas de cette relégation. En 1997, il déposa son bilan. Le matricule 565 fut radié après 72 ans d'Histoire.

## Historique
- 1925 : Fondation de VOETBAL VERENIGING LOOI SPORT.
- 1925 : VOETBAL VERENIGING LOOI SPORT s'affilia à l'URBSFA sous la dénomination VOETBAL VERENIGING LOOI SPORT TESSENDERLO.
- 1926 : 26/12/1926, VOETBAL VERENIGING LOOI SPORT TESSENDERLO se vit attribuer le matricule 565.
- 1938 : VOETBAL VERENIGING LOOI SPORT TESSENDERLO (565) accéda aux séries nationales pour la première fois. L'expérience dura cinq saisons.
- 1951 : VOETBAL VERENIGING LOOI SPORT TESSENDERLO (565) fut reconnu Société Royale et prit le nom de KONINKLIJKE VOETBAL VERENIGING LOOI SPORT TESSENDERLO (565).
- 1997 : KONINKLIJKE VOETBAL VERENIGING LOOI SPORT TESSENDERLO (565) en difficultés financières arrêta ses activités. Le matricule 565 disparut.

## Résultats en séries nationales

### Palmarès
- Deux fois champion de Promotion en 1972 et 1988.

### Bilan
Statistiques clôturées : club disparu
| Niv | Divisions    | Jouées | Titres | TM Up | TM Down |
| --- | ------------ | ------ | ------ | ----- | ------- |
| I   | 1e nationale | 0      | 0      |       |         |
| II  | 2e nationale | 0      | 0      |       |         |
| III | 3e nationale | 22     | 0      |       |         |
| IV  | 4e nationale | 19     | 2      | 1     |         |
|     |              |        |        |       |         |
|     | TOTAUX       | 41     | 2      | 1     |         |

- TM Up= test-match pour départager des égalités, ou toutes formes de Barrages ou de Tour final pour une montée éventuelle.
- TM Down= test-match pour départager des égalités, ou toutes formes de Barrages ou de Tour final pour le maintien.

### Saisons
| Ordre | Saison  | Nom du club               | Niveau                     | Classement final | Remarques           |
| ----- | ------- | ------------------------- | -------------------------- | ---------------- | ------------------- |
| 1     | 1938-39 | VV Looi Sport             | Promotion (D3) série D     | 9e/14            |                     |
|       | 1939-40 | Compétitions interrompues |                            |                  |                     |
|       | 1940-41 | Compétitions régionales   |                            |                  |                     |
| 2     | 1941-42 | VV Looi Sport             | Promotion (D3) série D     | 9e/14            |                     |
| 3     | 1942-43 | VV Looi Sport             | Promotion (D3) série A     | 5e/16            |                     |
| 4     | 1943-44 | VV Looi Sport             | Promotion (D3) série B     | 5e/16            |                     |
|       | 1944-45 | Compétitions interrompues |                            |                  |                     |
| 5     | 1945-46 | VV Looi Sport             | Promotion (D3) série B     | 19e/19           | Relégué !           |
|       |         |                           |                            |                  | séries provinciales |
| 6     | 1953-54 | K. VV Looi Sport          | Promotion série B          | 8e/16            |                     |
| 7     | 1954-55 | K. VV Looi Sport          | Promotion série A          | 5e/16            |                     |
| 8     | 1955-56 | K. VV Looi Sport          | Promotion série D          | 10e/16           |                     |
| 9     | 1956-57 | K. VV Looi Sport          | Promotion série C          | 3e/16            |                     |
| 10    | 1957-58 | K. VV Looi Sport          | Promotion série C          | 8e/16            |                     |
| 11    | 1958-59 | K. VV Looi Sport          | Promotion série C          | 14e/16           | Relégué !           |
|       |         |                           |                            |                  | séries provinciales |
| 12    | 1966-67 | K. VV Looi Sport          | Promotion série C          | 3e/16            |                     |
| 13    | 1967-68 | K. VV Looi Sport          | Promotion série B          | 8e/16            |                     |
| 14    | 1968-69 | K. VV Looi Sport          | Promotion série B          | 10e/16           |                     |
| 15    | 1969-70 | K. VV Looi Sport          | Promotion série D          | 2e/16            |                     |
| 16    | 1970-71 | K. VV Looi Sport          | Promotion série C          | 3e/16            |                     |
| 17    | 1971-72 | K. VV Looi Sport          | Promotion série C          | Champion         | Promu !             |
| 18    | 1972-73 | K. VV Looi Sport          | Division 3 série A         | 7e/16            |                     |
| 19    | 1973-74 | K. VV Looi Sport          | Division 3 série A         | 11e/16           |                     |
| 20    | 1974-75 | K. VV Looi Sport          | Division 3 série B         | 5e/16            |                     |
| 21    | 1975-76 | K. VV Looi Sport          | Division 3 série B         | 7e/16            |                     |
| 22    | 1976-77 | K. VV Looi Sport          | Division 3 série B         | 5e/16            |                     |
| 23    | 1977-78 | K. VV Looi Sport          | Division 3 série A         | 11e/16           |                     |
| 24    | 1978-79 | K. VV Looi Sport          | Division 3 série B         | 12e/16           |                     |
| 25    | 1979-80 | K. VV Looi Sport          | Division 3 série B         | 10e/16           |                     |
| 26    | 1980-81 | K. VV Looi Sport          | Division 3 série B         | 4e/16            |                     |
| 27    | 1981-82 | K. VV Looi Sport          | Division 3 série B         | 10e/16           |                     |
| 28    | 1982-83 | K. VV Looi Sport          | Division 3 série B         | 9e/16            |                     |
| 29    | 1983-84 | K. VV Looi Sport          | Division 3 série B         | 14e/16           |                     |
| 30    | 1984-85 | K. VV Looi Sport          | Division 3 série B         | 15e/16           | Relégué !           |
| 31    | 1985-86 | K. VV Looi Sport          | Promotion série B          | 8e/16            |                     |
| 32    | 1986-87 | K. VV Looi Sport          | Promotion série C          | 12e/16           |                     |
| 33    | 1987-88 | K. VV Looi Sport          | Promotion série C          | Champion         | Promu !             |
| 34    | 1988-89 | K. VV Looi Sport          | Division 3 série B         | 8e/16            |                     |
| 35    | 1989-90 | K. VV Looi Sport          | Division 3 série B         | 9e/16            |                     |
| 36    | 1990-91 | K. VV Looi Sport          | Division 3 série B         | 11e/16           |                     |
| 37    | 1991-92 | K. VV Looi Sport          | Division 3 série B         | 15e/16           | Relégué !           |
| 38    | 1992-93 | K. VV Looi Sport          | Promotion série C          | 6e/16            |                     |
| 39    | 1993-94 | K. VV Looi Sport          | Promotion série C          | 4e/16            | Tour final.         |
| 40    | 1994-95 | K. VV Looi Sport          | Promotion série C          | 8e/16            |                     |
| 41    | 1995-96 | K. VV Looi Sport          | Promotion série C          | 16e/16           | Relégué !           |
|       |         |                           |                            |                  | séries provinciales |
|       | 1997    | Faillite et arrêt         | Le matricule 565 disparaît |                  |                     |